# 特別邊境部隊
特別邊境部隊，又譯特種邊境部隊，是印度的一個準軍事部隊，創立於1962年11月14日，最初是由流亡印度的前西藏抵抗力量及難民所組成，其主要目標是在中印再度爆發戰爭時在中華人民共和國境內進行秘密行動。目前在印度特種部隊中服役的藏人超過一千人，其中許多在此部隊服役。
部隊總部位於印度北阿坎德邦恰克拉塔，早期由印度情報局指揮，現由印度研究分析室指揮。

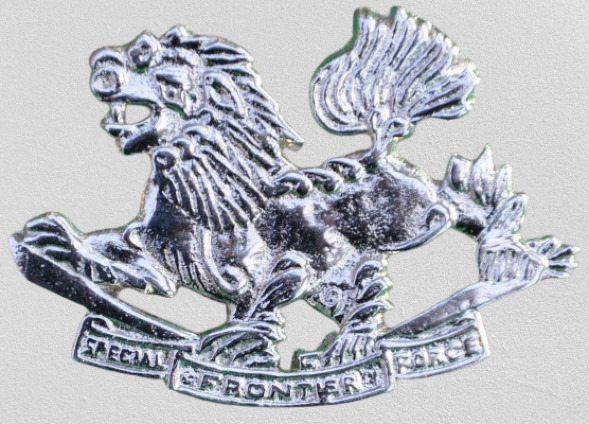
徽章

2020年中印邊境衝突中，該部第七營的藏族連長於8月29日在班公错附近巡邏時踩地雷陣亡，另一名幹員受傷。